# Битва при Киссингене
Битва при Киссингене состоялась 10 июля 1866 года во время австро-прусско-итальянской войны.

## Перед битвой
Киссинген, растянутый более чем на километр вдоль левого берега реки Заалы, ранним утром 10 июля был занят баварской бригадой Рибопьера из 3-й стрелковой дивизии Цоллера (5 с третью батальона, 3 с половиной эскадрона, 12 орудий), которая к 11:00 была усилена тремя батальонами, одним эскадроном, 8 орудиями. Фронт прикрывался рекой Заалой, каменный шоссейный мост через которую был забаррикадирован и охранялся сильным постом. С железных пешеходных мостов (один, ведущий в городской парк, второй — в 500 м южнее города, у Линденмюле) был снят настил.

## Ход сражения
В 9:00 прусская дивизия Гёбена (13 батальонов, 7 с половиной эскадронов, 31 орудие), наступая с запада со стороны местечка Герода, начала атаку. Ввиду того, что овладение главным шоссейным мостом бригадой Кюммера не обещало успеха, Гебен направил значительно южнее бригаду Врангеля, с целью отыскать переправу, после чего атаковать город с юга.
Обнаружив мост у Линденмюле, 2-я рота 15-го полка поодиночке перебралась на противоположный берег. Отогнав баварцев, рота рассыпалась и открыла сильный огонь. Под её прикрытием на мосту был восстановлен настил, после чего реку перешли сначала три роты, а затем полтора батальона. Прусские батареи с высоты Альтенбурга содействовали переправе. Перешедшие части были направлены на южную часть города, а несколько взводов двинуты к востоку, на гору Стационсберг. Одновременно баварские орудия, обстреливавшие подступы к шоссейному мосту, а также батарея, стоявшая к северо-востоку от города, под огнём прусской артиллерии, должны были податься назад. Обстоятельство это дало возможность прусской пехоте двинуться к двум другим мостам, и после упорного боя, около 13:00, город перешёл в руки пруссаков.
Начался бой за кладбище восточнее города, занятое двумя ротами баварской дивизии Гартмана. Кладбище не было приведено в оборонительное состояние, и баварцы не могли удержаться здесь против превосходящих сил неприятеля; после упорного боя, окружённые пруссаками, баварцы в 14:00 штыками проложили себе путь к Винкельсу.
Преследовавшие их прусские роты были отозваны к кладбищу, где расстроенные войска приводились в порядок и куда подтягивались резервы. Только спустя час генерал Врангель снова двинулся на баварцев, занявших позицию в 1 км от Киссингена у Винкельса. Он направил свои части на Зинберг (севернее Винкельса) и на Винтерлейте (южнее его). Баварцы, охваченные с обоих флангов, в 15:30 были сбиты и отброшены к Нюдлингену. Дальнейшее наступление было приостановлено, и войска возвращены к Киссингену.
Бригада Врангеля (8 батальонов, 3 эскадрона, 12 орудий) осталась у Винкельса, занимая Зинберг и Шлегельберг. Около 17:00, когда пруссаки занялись устройством биваков и расстановкой сторожевого охранения, началось неожиданное для них наступление прибывшей из Мюннерштадта баварской дивизии Стефана, к которой присоединились 5 батальонов и 1 эскадрон из дивизии Цоллера, уже бывших в бою.
Пруссаки были сбиты с Зинберга и отброшены к Винкельсу; однако, Шлегельберг остался в их руках. Врангель, предоставленный самому себе, решил попытаться энергичной контратакой остановить баварцев. В 19:45 он двинулся вперёд, обстреляв предварительно опушку занятого уже баварцами леса на Зинберге; вновь завязался упорный бой. Баварцы держались здесь до тех пор, пока не заметили отступления частей левого фланга, после чего начали сниматься, с позиции и потянулись в направлении к Нюдлингену. Пользуясь темнотой ночи, части баварского корпуса отступили к Мюннерштадту (в 10 км от Киссингена). Пруссаки к ночи снова заняли первоначальную линию сторожевого охранения.

## Потери сторон
- Пруссаки: 36 офицеров, 840 нижних чинов
- Баварцы — 52 офицера, 1200 нижних чинов, в том числе 540 пленными. Среди убитых был и генерал Цоллер

## Итоги сражения
Последствия этого сражения были весьма серьёзны. С 16 батальонами и 6 орудиями Гёбен опрокинул почти весь баварский корпус и, заняв центральное положение у Винкельса и Нюдлингена, настолько разъединил отдельные его части, что некоторым из них был даже отрезан путь отступления на Швайнфурт.
В тактическом отношении пруссаки обнаружили в этом сражении, которое вели целый день, ярко наступательные тенденции, и только благодаря этому бригада Врангеля вышла с успехом из тяжёлого положения; всё бросилось вперёд на сильнейшего противника, не имея даже за собой резервов. С другой стороны, нападение на Врангеля дивизии Стефана указывает на слабую разведку пруссаков.